# Колегія органу виконавчої влади
Колегія органу виконавчої влади — консультативно-дорадчий орган міністерства, центрального органу виконавчої влади (далі — ЦОВВ), який утворюється для підготовки рекомендацій щодо виконання їх завдань.

## Колегія Міністерства
Відповідно до статті 14 Закону України «Про Центральні органи виконавчої влади» (далі — Закон) рішення про утворення чи ліквідацію колегії, її кількісний і персональний склад ухвалює міністр, який також затверджує положення про колегію міністерства.
До складу колегії входять міністр (голова колегії), перший заступник міністра, заступники міністра, державний секретар міністерства, можуть входити керівники самостійних структурних підрозділів апарату міністерства, територіальних органів міністерства, а також за згодою — представники інших державних органів, органів влади Автономної Республіки Крим, органів місцевого самоврядування, наукових і навчальних закладів, громадських об'єднань, інші особи. Періодичність проведення засідань колегії визначається міністром, а її рішення оформляються протоколом.
Типове положення про колегію міністерства, іншого центрального органу виконавчої влади і місцевої державної адміністрації затверджено постановою Кабінету Міністрів України від 2 жовтня 2003 р. N 1569.

## Колегія ЦОВВ
Рішення про утворення чи ліквідацію колегії ухвалює керівник ЦОВВ. Періодичність проведення засідань колегії визначається керівником ЦОВВ.
Рішення колегії оформляється протоколом та може бути реалізоване шляхом видання керівником ЦОВВ відповідного наказу.    Рішення колегії з процедурних і контрольних питань вносяться до  протоколу засідання (без видання наказу або розпорядження). Кількісний та персональний склад колегії затверджує керівник ЦОВВ, який також затверджує положення про колегію. (ст. 22 Закону).

## Функції колегії
Колегія   міністерства, іншого ЦОВВ, місцевої держадміністрації виконує такі функції:
1) обговорює й ухвалює рішення щодо перспектив і найважливіших напрямів діяльності відповідного міністерства, іншого ЦОВВ, місцевої держадміністрації;
2) розглядає пропозиції щодо: удосконалення законодавства;
     забезпечення співпраці з міністерствами, іншими ЦОВВ, Радою міністрів Автономної Республіки Крим, місцевими держадміністраціями, органами місцевого самоврядування під час виконання покладених на них завдань;
     розширення міжнародного співробітництва у відповідній галузі (сфері діяльності), регіоні, на території;
     формування та реалізації державної політики у відповідній галузі (сфері діяльності), регіоні, на території;
3) обговорює прогнози і програми соціально-економічного розвитку відповідної галузі (сфери діяльності), регіону, території, інші державні програми та визначає шляхи їх реалізації;
4) розглядає питання про стан дотримання фінансової, бюджетної дисципліни, збереження та використання державного майна, здійснення внутрішнього фінансового контролю та усунення виявлених недоліків;
5) розробляє пропозиції щодо вдосконалення діяльності міністерства, іншого ЦОВВ, їх територіальних органів, місцевої держадміністрації, підприємств, установ та організацій, що належать до сфери їх управління;
6) аналізує стан роботи міністерства, іншогоЦОВВ, місцевої держадміністрації з питань забезпечення прав і свобод людини і громадянина;
7) розглядає результати роботи міністерства, іншого ЦОВВ, їх територіальних органів, місцевої держадміністрації, підприємств, установ та організацій, що  належать до сфери їх управління, а також інших підприємств, установ та організацій незалежно від форми власності і підпорядкування (в межах компетенції);
8) аналізує стан дотримання законодавства з питань державної служби, організаційно-кадрової роботи та виконавської дисципліни;
9) розглядає інші питання, пов'язані з реалізацією завдань, покладених на міністерство, інший ЦОВВ, місцеву держадміністрацію.

## Організація роботи колегії
Робота колегії проводиться відповідно до затвердженого її головою плану засідань на півріччя (рік), в якому зазначаються питання, що необхідно розглянути, строк подання матеріалів, особи, відповідальні за підготовку і подання матеріалів на засідання колегії, орієнтовна дата проведення засідань колегії.
Затверджений план засідань колегії розсилається не пізніше ніж за два тижні до початку півріччя (року) членам колегії, керівникам структурних підрозділів міністерства, іншого ЦОВВ, їх територіальних органів, структурних підрозділів місцевої держадміністрації, підприємств, установ та організацій, що належать до сфери управління міністерства, іншого ЦОВВ, місцевої держадміністрації.
Членам  колегії матеріали надаються не пізніше ніж за три дні до засідання, а у разі проведення позачергового засідання — не пізніше ніж за один день до засідання.

## Порядок проведення засідання колегії
Засідання  колегії  веде  її  голова, а  у  разі  його відсутності — особа, на яку покладено виконання її обов'язків. Засідання колегії проводиться у разі, коли у ньому беруть участь не менше ніж дві третини загальної кількості членів колегії.
Члени колегії беруть участь у засіданнях колегії особисто та реєструються. Якщо член колегії не може бути присутнім на засіданні, він має право попередньо подати голові колегії відповідні пропозиції у письмовій формі. Члени колегії і особи, запрошені для участі у розгляді окремих питань, беруть участь в їх обговоренні, вносять пропозиції, дають необхідні пояснення.
Головуючий на засіданні колегії може ухвалити рішення про закритий розгляд питань порядку денного.
Порядок денний засідання і рішення колегії затверджуються членами колегії шляхом голосування.
Рішення колегії ухвалюються з кожного питання порядку денного відкритим голосуванням більшістю голосів присутніх на засіданні членів колегії. За рішенням головуючого може застосовуватися процедура таємного голосування. Думка відсутнього члена колегії з питань порядку денного засідання, подана у письмовій формі, розглядається на засіданні колегії і враховується під час голосування.
У разі проведення спільних засідань колегій двох і більше органів виконавчої влади ухвалюється спільне рішення.
Після засідання колегії структурний підрозділ (окремий працівник), відповідальний за підготовку питань, доопрацьовує протягом десяти днів (якщо головою колегії не встановлено інший строк) проєкт рішення колегії з урахуванням зауважень і пропозицій, висловлених під час обговорення питань порядку денного, погоджує із керівниками заінтересованих структурних підрозділів міністерства, іншого ЦОВВ, їх територіальних органів, структурних підрозділів місцевої держадміністрації, членами колегії, іншими особами і подає на розгляд голови колегії.
 Рішення колегії оформляються протоколами, які підписуються головуючим на засіданні та працівником, який веде протокол. Рішення спільних засідань колегії оформляються протоколами, які підписуються головами відповідних колегій органів виконавчої влади та працівником, який веде протокол.
Рішення колегії доводяться до відома членів колегії, керівників самостійних структурних підрозділів міністерства, іншого ЦОВВ, їх територіальних органів, структурних підрозділів місцевої держадміністрації, підприємств, установ та організацій, що належать до сфери управління міністерства, іншого ЦОВВ, місцевої держадміністрації, а також керівників підприємств, установ та організацій незалежно від форми власності в частині, що їх стосується.

## Контроль
Контроль   за   виконанням   рішень   колегії  здійснює структурний підрозділ (окремий працівник), визначений міністром, керівником іншого ЦОВВ, головою місцевої держадміністрації.
Колегія розглядає на своїх засіданнях стан виконання ухвалених нею рішень.
Окрім того на за результатами розгляду на засіданнях колегій питання щодо стану фінансово-бюджетної дисципліни міністерства та інші ЦОВВ, Рада міністрів Автономної Республіки Крим, обласні, Київська та Севастопольська міські державні адміністрації мають подавати Державній аудиторській службі копії рішень колегій щодо виконання вимог органів Державної аудиторської служби за результатами контрольних заходів.

## Приклади засідань колегій
Окремі витяги з прес-релізів органів державної влади за результатами колегій.
Колегія Міністерства фінансів України 27.07.2015:
«Основне питання порядку денного засідання стосувалося ключових реформ Міністерства фінансів. Зокрема, учасники обговорили поточні результати впровадження бюджетної децентралізації, інституційної реформи Державної фіскальної служби, стратегії розвитку державних банків, реформи фінансування системи державного управління та підвищення ефективності роботи Міністерства фінансів, а також стану розробки податкової реформи в Україні.».
Колегія Міністерства інформаційної політики України 04.08.2015:
«На початку заходу очільник відомства представив Главі Уряду колектив Міністерства та познайомив з роботою радників за ключовими напрямками, а також прозвітував за результатами роботи МІП за останні 4 місяці, зокрема, з виконання плану заходів Уряду.».
Колегія Міністерства культури України 27.02.2018:
«З метою запобігання маніпуляцій суспільною думкою щодо визначення та формування  порядку використання коштів за означеною програмою, Міністерство культури представило
рекомендації щодо оцінки фільмів патріотичного спрямування. Зокрема, було акцентовано  увагу на тому, що ця програма є додатковим інструментом розвитку вітчизняного кінематографу  і жодним чином не дублює функцій Державного агентства України з питань кіно. Окрім того, бюджетна програма „Виробництво (створення) та розповсюдження фільмів патріотичного спрямування“ є пілотним проєктом у сфері державної підтримки креативних індустрій.
За результати обговорення членами колегії було вирішено залучити фахове середовище до вироблення (напрацювання) як порядку відбору та оцінки проєктів, так і формалізації Положення про експертну раду  з відбору кінопроєктів патріотичного спрямування тощо.  Також було зазначено, що прозорий і неупереджений процес підготовки управлінського рішення Міністерства культури із залученням усіх стейкхолдерів є запорукою  успішного виконання цієї програми.».
Колегія Державної служби України у справах ветеранів війни та учасників антитерористичної операції 14.12.2017:
«Були заслухані питання про роботу міжвідомчої комісії з питань розгляду матеріалів про визнання учасниками бойових дій та виплати одноразової грошової допомоги в разі загибелі (смерті) або інвалідності волонтера і деяких інших категорій осіб, про стан забезпечення структурними підрозділами з питань соціального захисту населення постраждалих учасників антитерористичної операції санаторно-курортним лікуванням, про стан виконання антикорупційного законодавства в  державному органі, про інформаційну діяльність та інші.».
Колегія Вінницької обласної державної адміністрації 30.01.2019:
«В ході колегії учасники засідання заслухали доповідь про основні показники економічного розвитку області за 2018 рік, результати роботи 2018 року та плани на 2019 рік у будівельній галузі, житлово-комунальному та дорожньому господарстві та досягнення в соціально-гуманітарній сфері у 2018 році.».